# Антоновка (Гафурийский район)
Антоновка (баш. Антоновка) — село в Гафурийском районе Башкортостана, входит в состав Белоозерского сельсовета.

## Население
| 2002 | 2009 | 2010 |
| ---- | ---- | ---- |
| 652  | ↗711 | ↘592 |

Согласно переписи 2002 года, преобладающая национальность — чуваши (83 %).

## Географическое положение
Расстояние до:
- районного центра (Красноусольский): 21 км,
- центра сельсовета (Белое Озеро): 4 км,
- ближайшей ж/д станции (Белое Озеро): 4 км.